# Martin Erlić
Martin Erlić (Zara, 24 gennaio 1998) è un calciatore croato, difensore del Midtjylland e della nazionale croata.

## Caratteristiche tecniche
Difensore centrale vecchio stampo, dotato di grande fisicità e di un ottimo senso della posizione. Abile nei piedi in conduzione e nel gioco aereo, quest'ultimo favorito anche dalla struttura corporea. Non è molto veloce nei movimenti ma sopperisce grazie a un buon gioco posizionale. È abile a uscire in anticipo sulla trequarti e nei contrasti.

## Carriera

### Club

#### I primi passi
A 10 anni inizia a muovere i primi passi nelle giovanili del Dinamo Zagabria, a 14 anni si trasferisce nel Rijeka dove gioca per tre stagioni. Dove aver bruciato le tappe nella squadra fiumana viene notato dal Parma che in seguito lo ingaggia. I dissesti finanziari dei crociati portano Martin a trovarsi una nuova squadra a fine stagione. Viene ingaggiato dal Sassuolo dove passa due stagioni in primavera, per poi successivamente esser mandato in prestito in Serie C.

#### Salto nei professionisti: Südtirol
Preso in prestito per una stagione, inizia la carriera da professionista nella altoatesina Südtirol dove ha saputo ritagliarsi un ruolo da protagonista, arrivando ad un passo da una storica promozione in Serie B.

#### Spezia e ritorno al Sassuolo
Il 10 luglio 2018, viene preso a titolo temporaneo dallo Spezia. Nella stagione 2018-2019 non entra mai in campo a causa di un infortunio al ginocchio. Ciononostante, il 15 luglio 2019, viene acquistato a titolo definitivo dagli aquilotti.
L'anno successivo diventa titolare della retroguardia dei liguri, raggiungendo la promozione in Serie A da protagonista.
Il 27 settembre 2020, esordisce in massima serie con lo Spezia, partendo da titolare nella gara casalinga (persa 1-4) contro il Sassuolo. L'11 novembre 2020, prolunga il suo contratto con gli aquilotti sino al 2024. Il 6 febbraio 2021, realizza (alla prima conclusione tentata in campionato) la sua prima rete in Serie A, oltre che con gli spezzini, nel successo esterno contro il Sassuolo (1-2).
Il 31 agosto 2021, viene ri-acquistato dal Sassuolo, che lo lascia in prestito in Liguria sino al 2022. Lungo il campionato, forma con Dīmītrīs Nikolaou una coppia stabile al centro della difesa, risultando uno degli uomini chiave nella seconda salvezza consecutiva degli spezzini in Serie A.
A fine prestito fa ritorno al Sassuolo. L'11 dicembre 2023 segna la sua prima reti con i neroverdi, firmando il momentaneo vantaggio nella gara in casa del Cagliari, poi persa per 2-1.

#### Bologna
Il 2 agosto 2024, viene acquistato a titolo definitivo dal Bologna, sempre in Serie A, per circa otto milioni di euro, più 500 000 di bonus. Fa il suo esordio con la maglia dei felsinei il 18 agosto nella prima di campionato contro l'Udinese, pareggiata per 1-1, in cui si procura il calcio di rigore trasformato da Riccardo Orsolini per il provvisorio vantaggio dei rossoblu. Il 29 gennaio 2025 fa anche il suo esordio nelle competizioni europee, entrando nel secondo tempo dell'ultima partita della fase campionato di Champions League in casa dello Sporting Lisbona, pareggiata per 1-1. In tutta la stagione colleziona solo 11 presenze stagionali, vincendo la Coppa Italia.

#### Midtjylland
Il 4 agosto 2025 viene ceduto a titolo definitivo ai danesi del Midtjylland

### Nazionale
Il 3 settembre 2020, esordisce da titolare con i Mali vatreni nella partita di qualificazione ad Euro U-21 2021 contro i pari età della Grecia. 
Si ripete quattro giorni dopo, questa volta però, contro la Repubblica Ceca.
Nel maggio del 2022, riceve la sua prima convocazione con la nazionale maggiore croata, in vista degli impegni di UEFA Nations League contro Austria, Francia e Danimarca. Il 6 giugno dello stesso anno, esordisce con la rappresentativa oltreadriatica, giocando da titolare contro la Francia.
Il 9 novembre del 2022, viene inserito dal CT Zlatko Dalić nella lista dei convocati per i Mondiali di calcio in Qatar.

## Statistiche

### Presenze e reti nei club
Statistiche aggiornate al 10 maggio 2025.
| Stagione        | Squadra         | Campionato      | Campionato | Campionato | Coppe nazionali | Coppe nazionali | Coppe nazionali | Coppe continentali | Coppe continentali | Coppe continentali | Altre coppe | Altre coppe | Altre coppe | Totale | Totale |
| Stagione        | Squadra         | Comp            | Pres       | Reti       | Comp            | Pres            | Reti            | Comp               | Pres               | Reti               | Comp        | Pres        | Reti        | Pres   | Reti   |
| --------------- | --------------- | --------------- | ---------- | ---------- | --------------- | --------------- | --------------- | ------------------ | ------------------ | ------------------ | ----------- | ----------- | ----------- | ------ | ------ |
| 2017-2018       | Südtirol        | C               | 26+4       | 1          | CI              | 0               | 0               | -                  | -                  | -                  | -           | -           | -           | 30     | 1      |
| 2018-2019       | Spezia          | B               | 0          | 0          | CI              | 1               | 0               | -                  | -                  | -                  | -           | -           | -           | 1      | 0      |
| 2019-2020       | Spezia          | B               | 23+4       | 0          | CI              | 0               | 0               | -                  | -                  | -                  | -           | -           | -           | 27     | 0      |
| 2020-2021       | Spezia          | A               | 27         | 3          | CI              | 1               | 0               | -                  | -                  | -                  | -           | -           | -           | 28     | 3      |
| 2021-2022       | Spezia          | A               | 30         | 2          | CI              | 2               | 1               | -                  | -                  | -                  | -           | -           | -           | 32     | 3      |
| Totale Spezia   | Totale Spezia   | Totale Spezia   | 84         | 5          |                 | 4               | 1               |                    | -                  | -                  |             | -           | -           | 88     | 6      |
| 2022-2023       | Sassuolo        | A               | 28         | 0          | CI              | 0               | 0               | -                  | -                  | -                  | -           | -           | -           | 28     | 0      |
| 2023-2024       | Sassuolo        | A               | 28         | 1          | CI              | 1               | 0               | -                  | -                  | -                  | -           | -           | -           | 29     | 1      |
| Totale Sassuolo | Totale Sassuolo | Totale Sassuolo | 56         | 1          |                 | 1               | 0               |                    | -                  | -                  |             | -           | -           | 57     | 1      |
| 2024-2025       | Bologna         | A               | 8          | 0          | CI              | 2               | 0               | UCL                | 1                  | 0                  | -           | -           | -           | 11     | 0      |
| 2025-2026       | Bologna         | A               | -          | -          | CI              | -               | -               | UEL                | -                  | -                  | SI          | -           | -           | -      | -      |
| Totale Bologna  | Totale Bologna  | Totale Bologna  | 8          | 0          |                 | 2               | 0               |                    | 1                  | 0                  |             | -           | -           | 11     | 0      |
| Totale carriera | Totale carriera | Totale carriera | 178        | 7          |                 | 7               | 1               |                    | 1                  | 0                  |             | -           | -           | 186    | 8      |

### Cronologia presenze e reti in nazionale
| Cronologia completa delle presenze e delle reti in nazionale ― Croazia | Cronologia completa delle presenze e delle reti in nazionale ― Croazia | Cronologia completa delle presenze e delle reti in nazionale ― Croazia | Cronologia completa delle presenze e delle reti in nazionale ― Croazia | Cronologia completa delle presenze e delle reti in nazionale ― Croazia | Cronologia completa delle presenze e delle reti in nazionale ― Croazia | Cronologia completa delle presenze e delle reti in nazionale ― Croazia | Cronologia completa delle presenze e delle reti in nazionale ― Croazia |
| Data                                                                   | Città                                                                  | In casa                                                                | Risultato                                                              | Ospiti                                                                 | Competizione                                                           | Reti                                                                   | Note                                                                   |
| ---------------------------------------------------------------------- | ---------------------------------------------------------------------- | ---------------------------------------------------------------------- | ---------------------------------------------------------------------- | ---------------------------------------------------------------------- | ---------------------------------------------------------------------- | ---------------------------------------------------------------------- | ---------------------------------------------------------------------- |
| 6-6-2022                                                               | Spalato                                                                | Croazia                                                                | 1 – 1                                                                  | Francia                                                                | UEFA Nations League 2022-2023 - 1º turno                               | -                                                                      |                                                                        |
| 10-6-2022                                                              | Copenaghen                                                             | Danimarca                                                              | 0 – 1                                                                  | Croazia                                                                | UEFA Nations League 2022-2023 - 1º turno                               | -                                                                      |                                                                        |
| 13-6-2022                                                              | Saint-Denis                                                            | Francia                                                                | 0 – 1                                                                  | Croazia                                                                | UEFA Nations League 2022-2023 - 1º turno                               | -                                                                      |                                                                        |
| 16-11-2022                                                             | Riad                                                                   | Arabia Saudita                                                         | 0 – 1                                                                  | Croazia                                                                | Amichevole                                                             | -                                                                      |                                                                        |
| 14-6-2023                                                              | Rotterdam                                                              | Paesi Bassi                                                            | 2 – 4 dts                                                              | Croazia                                                                | UEFA Nations League 2022-2023 - Semifinale                             | -                                                                      | 90’                                                                    |
| 18-6-2023                                                              | Rotterdam                                                              | Croazia                                                                | 0 – 0 dts (4 – 5 dtr)                                                  | Spagna                                                                 | UEFA Nations League 2022-2023 - Finale                                 | -                                                                      |                                                                        |
| 18-11-2023                                                             | Riga                                                                   | Lettonia                                                               | 0 – 2                                                                  | Croazia                                                                | Qual. Euro 2024                                                        | -                                                                      |                                                                        |
| 23-3-2024                                                              | Il Cairo                                                               | Tunisia                                                                | 0 – 0 (4 – 5 dtr)                                                      | Croazia                                                                | Amichevole                                                             | -                                                                      | 59’                                                                    |
| 3-6-2024                                                               | Fiume                                                                  | Croazia                                                                | 3 – 0                                                                  | Macedonia del Nord                                                     | Amichevole                                                             | -                                                                      | 67’                                                                    |
| 15-10-2024                                                             | Varsavia                                                               | Polonia                                                                | 3 – 3                                                                  | Croazia                                                                | UEFA Nations League 2024-2025 - 1º turno                               | -                                                                      | 81’                                                                    |
| Totale                                                                 |                                                                        | Presenze                                                               | 10                                                                     |                                                                        | Reti                                                                   | 0                                                                      |                                                                        |

| Cronologia completa delle presenze e delle reti in nazionale ― Croazia under 21 | Cronologia completa delle presenze e delle reti in nazionale ― Croazia under 21 | Cronologia completa delle presenze e delle reti in nazionale ― Croazia under 21 | Cronologia completa delle presenze e delle reti in nazionale ― Croazia under 21 | Cronologia completa delle presenze e delle reti in nazionale ― Croazia under 21 | Cronologia completa delle presenze e delle reti in nazionale ― Croazia under 21 | Cronologia completa delle presenze e delle reti in nazionale ― Croazia under 21 | Cronologia completa delle presenze e delle reti in nazionale ― Croazia under 21 |
| Data                                                                            | Città                                                                           | In casa                                                                         | Risultato                                                                       | Ospiti                                                                          | Competizione                                                                    | Reti                                                                            | Note                                                                            |
| ------------------------------------------------------------------------------- | ------------------------------------------------------------------------------- | ------------------------------------------------------------------------------- | ------------------------------------------------------------------------------- | ------------------------------------------------------------------------------- | ------------------------------------------------------------------------------- | ------------------------------------------------------------------------------- | ------------------------------------------------------------------------------- |
| 3-9-2020                                                                        | Varaždin                                                                        | Croazia under 21                                                                | 5 – 0                                                                           | Grecia under 21                                                                 | Qual. Europeo Under-21 2021                                                     | -                                                                               |                                                                                 |
| 7-9-2020                                                                        | Praga                                                                           | Rep. Ceca under 21                                                              | 0 – 0                                                                           | Croazia under 21                                                                | Qual. Europeo Under-21 2021                                                     | -                                                                               |                                                                                 |
| 8-10-2020                                                                       | Zagabria                                                                        | Croazia under 21                                                                | 10 – 0                                                                          | San Marino under 21                                                             | Qual. Europeo Under-21 2021                                                     | -                                                                               |                                                                                 |
| 13-10-2020                                                                      | Atena                                                                           | Grecia under 21                                                                 | 0 – 1                                                                           | Croazia under 21                                                                | Qual. Europeo Under-21 2021                                                     | -                                                                               |                                                                                 |
| 25-3-2021                                                                       | Capodistria                                                                     | Portogallo under 21                                                             | 1 – 0                                                                           | Croazia under 21                                                                | Europeo Under-21 2021 - 1º turno                                                | -                                                                               |                                                                                 |
| 28-3-2021                                                                       | Capodistria                                                                     | Croazia under 21                                                                | 3 – 2                                                                           | Svizzera under 21                                                               | Europeo Under-21 2021 - 1º turno                                                | -                                                                               | 25’                                                                             |
| Totale                                                                          |                                                                                 | Presenze                                                                        | 6                                                                               |                                                                                 | Reti                                                                            | 0                                                                               |                                                                                 |

## Palmarès
- Coppa Italia: 1

Bologna: 2024-2025